# Tugu
Kampung Tugu ist eine Siedlung auf der indonesischen Insel Java. Sie gehört administrativ zur Desa (Kecamatan Cilincing, Nordjakarta).

## Geschichte und Kultur
In dem Dorf leben die Nachkommen von Mardijker, befreite Sklaven aus Indien und Malakka, die von der Niederländischen Ostindien-Kompanie (VOC) nach Java gebracht wurden und seit 1616 zusammen mit portugiesischer Siedlern in den Sümpfen von Batavia (heute Jakarta) lebten. Die unterschiedliche Herkunft der Bewohner des Dorfes lässt sich noch heute in ihrer Sprache, Musik, Küche und in der Architektur von Kirchen und Gräbern sehen. Die Tugu oder Tuguesen verwenden eine portugiesische Kreolsprache, Familiennamen, wie Quiko, De Sousa, Cornelis, sind portugiesischen Ursprungs. Lokale Spezialitäten sind Pindang Serani und Pastel Tutu und auch die Tugu-Musik unterscheidet sich mit ihren fremden Einflüssen von jener der anderen Javaner.
Nacheinander gehörte das Gebiet zum hinduistisch-buddhistischen Königreich Tarumanegara, den Sultanaten Demak und Banten und schließlich zum Kolonialreich von Niederländisch-Indien.
1815 entzogen die Niederländer den Tugu die Staatsbürgerschaft und klassifizierten sie später als „Bumiputera-Christen“. Trotzdem blieb die Kultur bis in das frühe 20. Jahrhundert unbeschadet, erst während der japanischen Besetzung Javas im Zweiten Weltkrieg und nach der indonesischen Unabhängigkeit sank die Zahl der Angehörigen durch Migration und politische Ereignisse. In den 1920er Jahren bestand Kampung Tugu aus sechs Großfamilien. Zu ihnen gehörten die Familien Abrahams, Michiels, Salomons und Braune. Nach dem Zweiten Weltkrieg wanderten Tugus in die Niederlande, nach Suriname und nach Papua-Neuguinea aus. 1975 schätzte man die Bevölkerung auf 500 Personen. Heutzutage bedrohen die Stadtentwicklung und der Modernisierungsdruck die kulturelle Identität der Tugu.